# Morgentau

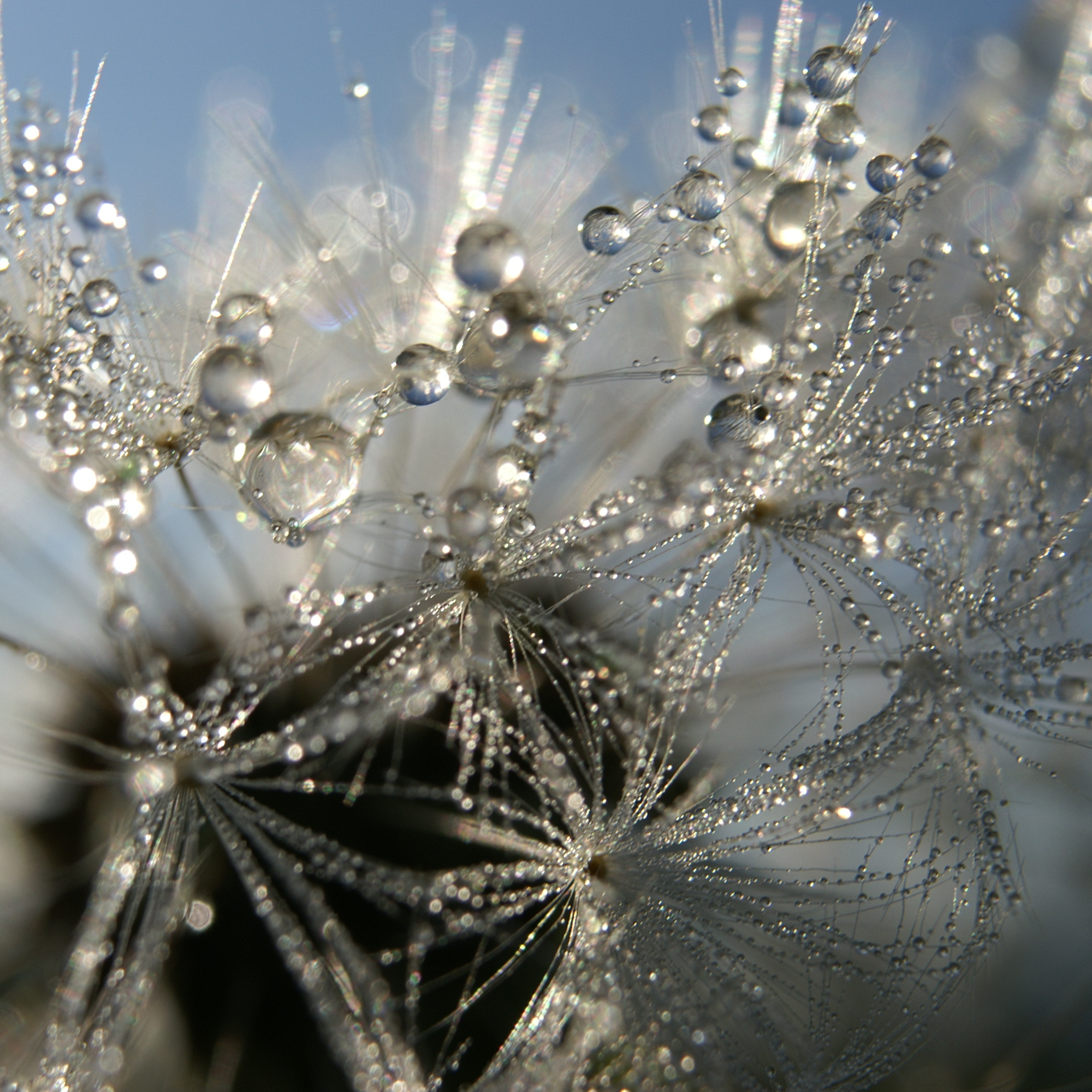
Morgentau an einem Löwenzahn

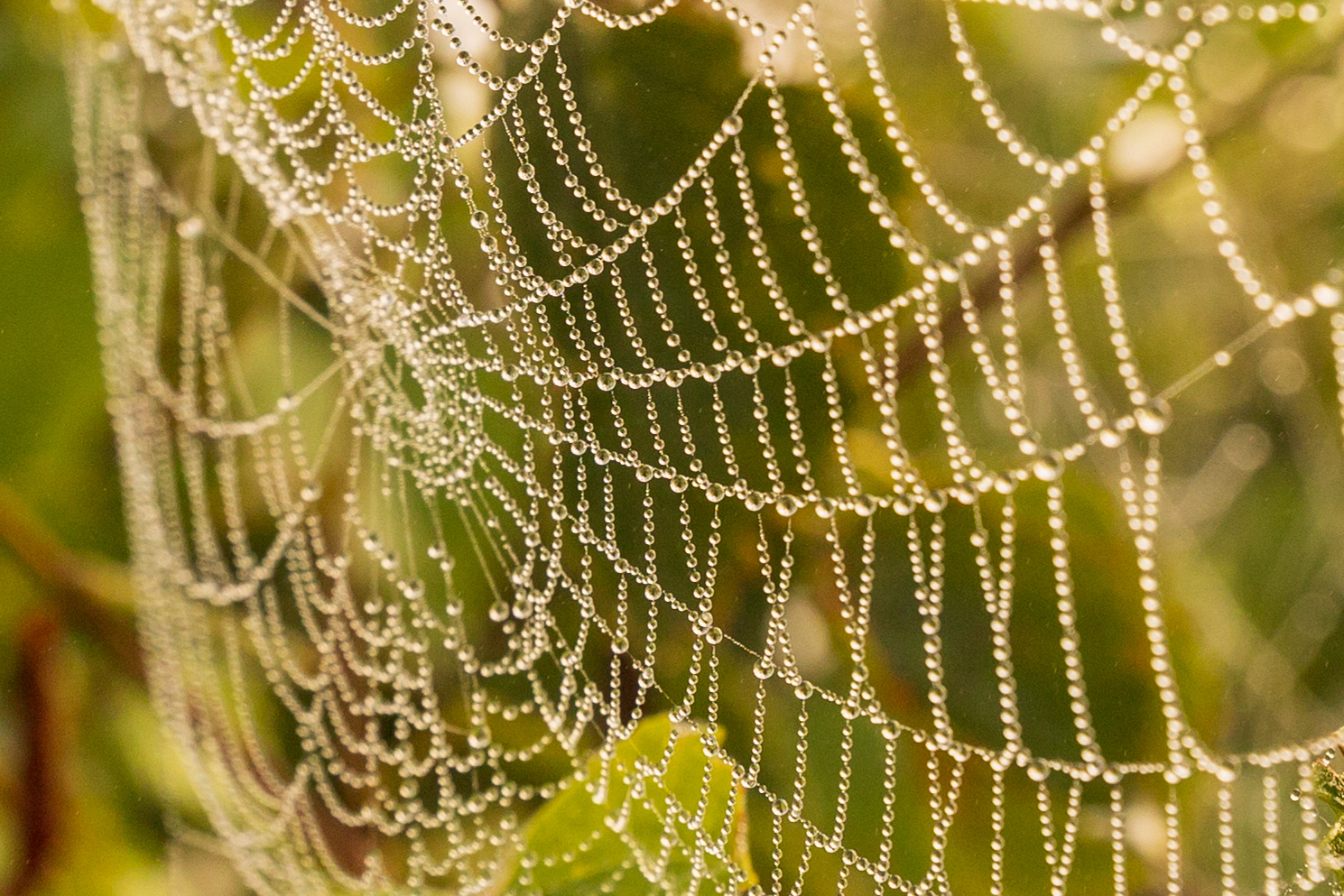
Morgentau auf einem Spinnennetz

Der Morgentau ist das Auftreten von Tau am Morgen und besteht im Niederschlag von feinsten Wassertröpfchen auf der Erdoberfläche und auf Pflanzen. Er bildet sich aus dem in der bodennahen Luft enthaltenen Wasserdampf, der durch die nächtliche Abkühlung kondensiert. Diese Abkühlung beginnt bei gleichmäßiger Wetterlage bereits gegen 15 Uhr des Vortages und nimmt in den ersten Nachtstunden am stärksten zu (bei klarem Himmel bis zu 2 °C pro Stunde). Das Temperaturminimum tritt hingegen erst kurz vor Sonnenaufgang auf, so dass die Taubildung bis dahin anhält.
Taubildung kann prinzipiell zu jeder Tageszeit auftreten, wird bei Tag jedoch meist als Nebel wahrgenommen. Der Morgentau hat hingegen oft zur Begleiterscheinung, dass der allfällige Nebel nur bis in eine Höhe von einigen Zentimetern (über Wiesen bei Sicht aus Bodennähe erkennbar) bis maximal ein oder zwei Meter reicht – weshalb man ihn Morgennebel nennt. Im Herbst kann er zwar als Hochnebel bis in fast 2 Kilometer Höhe reichen (siehe Peplopause), dann entsteht er jedoch meist schon gegen Mitternacht.
Für die Pflanzen- und Tierwelt in der Wüste und anderen ariden Gebieten hat der Morgennebel die wichtige Funktion einer ziemlich regelmäßigen Zufuhr von Luftfeuchtigkeit. Zahlreiche bodennahe Pflanzen können nur durch den vereinzelten oder regelmäßigen Morgentau überleben, und einige Käferarten fangen die Tautröpfchen an ihren Fühlern, Beinen und dem Chitinpanzer auf. 
Beim Überlebenstraining in der Wüste lernt man unter anderem, den Tau mit Planen oder anderen Hilfsmitteln zu sammeln, um den Vorrat an Trinkwasser zu ergänzen. Der Vorgang ist meistens in der Morgendämmerung am effektivsten.
Für die Astronomie ist der Tau – und speziell der Morgentau – eine Herausforderung. Wenn sich die Objektive oder Spiegel auch nur gering beschlagen, nehmen Durchsichtigkeit und Bildkontrast stark ab. Bei kleinen Fernrohren behilft man sich mit einer Taukappe, bei größeren mit ganz schwacher elektrischer Beheizung der Eintrittsöffnung. Sie kann jedoch thermische Verbiegungen des Teleskops hervorrufen oder bei nur teilweise geöffneten Sternwartekuppeln die Saalrefraktion verstärken.